# 염혜선
염혜선(廉惠善, 1991년 2월 3일 ~ )은 대한민국의 배구 선수로 포지션은 세터이다. 현재 V-리그의 대전 KGC인삼공사 소속으로 뛰고 있으며, 이전에는 수원 현대건설 힐스테이트, 화성 IBK기업은행 알토스, GS칼텍스 서울 KIXX에서 활동했다.

## 생애
염혜선은 목포하당초등학교 4학년 겨울 방학때부터 배구를 시작하였다. 학창 시절에 배구 선수 경력이 있는 그녀의 부모님은 그녀가 유도를 싫어하는 것을 알고 배구를 할 것을 권유하였고, 다치기 쉬운 공격수보다 세터를 할 것을 권하였다고 한다. 초등학교 5학년때에는 처음 나간 소년체전에서 3위를 차지하면서 배구에 흥미를 가졌다. 중학교 때에는 세터가 힘들어 잠시 공격수를 체험하기도 했지만 결국 세터가 자신에게 잘 맞는다는 것을 깨닫고 세터로 돌아오게 된다.
고등학교 때에는 목포여자상업고등학교가 CBS배와 대통령배 선수권 대회를 석권하며 2관왕을 차지하였을 때의 주역으로 활약하였고, 이 때문에 2007년 월드컵 여자배구 대표팀에 뽑히게 되었다. 당시 염혜선의 국가대표 발탁은 파격적이었으며 이는 1973년 김화복이 남성여자고등학교 1학년에 재학 중일 때 뽑힌 이후 최연소 국가대표 선수로 뽑힌 것이었다.
염혜선은 당시 신인 드래프트에 나온 선수 중 유일하게 국가대표 경험이 있는 선수로 드래프트가 열리기 전부터 1라운드 1순위로 NH농협 2007~2008 V-리그 여자부 최하위팀 수원 현대건설 그린폭스(현 수원 현대건설 힐스테이트) 입단이 유력하였고, NH농협 2008~2009 V-리그 신인드래프트가 열리자 예상대로 현대건설이 1라운드 1순위 지명권을 차지함에 따라 1라운드 1순위로 수원 현대건설 그린폭스의 지명을 받으며 입단하였다. 입단하자마자 주전 세터 한수지를 밀어내고 주전 자리를 꿰찼지만 프로팀에서의 경험 부족으로 인한 불안한 토스웍으로 고전하여 소속팀이 또다시 플레이오프 진출에는 실패하였다.
하지만, 염혜선의 인상적인 활약 덕분에 시즌이 끝난 후 시상식에서 기자단 투표 39표 중 24표를 얻어 신인왕 경쟁자인 대전 KT&G 아리엘즈의 김은영 (7표)을 압도적인 표차로 제치고 신인왕을 차지하였다. 그리고 그 해 열린 월드그랑프리 배구대회에서 주전 세터 김사니가 부상으로 빠지게 되자, 주전 자리를 꿰차게 되었다.
2016-2017시즌이 끝난 후 FA자격을 취득하였으나, 원 소속팀인 수원 현대건설 힐스테이트와의 협상이 결렬되면서, 5월 15일 화성 IBK기업은행 알토스로의 이적이 확정되었다.
이적 후에는 주전 세터로 나와 활약하다가, 이나연이 트레이드로 합류하면서 백업으로 밀려났다. 그러다가 2018-19시즌 종료후 FA를 취득하여 이적해온 표승주의 보상선수로 지목되어 GS칼텍스 서울 KIXX로 이적하게 되었다.
2019년 5월 센터 한수지가 GS칼텍스 서울 KIXX 로 이적하고 센터 이영과 2대1 맞트레이드를 단행하여 대전 KGC인삼공사로 이적하였다.

## 수상 경력
- 2007년 CBS배 전국남녀중고배구대회 세터상
- 2008년 대통령배 전국남녀중고배구대회 최우수선수상
- 2008년 춘계중고배구대회 세터상
- V-리그 여자부 신인선수상: 2009
- 2011년 NH농협 2010~2011 V-리그 여자 세터상
- 2012년 NH농협 2011~2012 V-리그 여자 세터상
- 2013년 NH농협 2012~2013 V-리그 여자 세터상
- 2014년 NH농협 2013~2014 V-리그 여자 세터상